# La Losilla (Soria)
La Losilla es un municipio y localidad española de la provincia de Soria, en la comunidad autónoma de Castilla y León. El término municipal tiene una población de 13 habitantes (INE 2024).

## Geografía
Forma parte  de la comarca de Almarza y del partido judicial de Soria. Desde el punto de vista jerárquico de la Iglesia católica forma parte de la Diócesis de Osma la cual, a su vez, pertenece a la Archidiócesis de Burgos.
El municipio tiene un área de 7,90 km².

### Clima
El clima de La Losilla pertenece a un clima continental-oceánico, debido a su situación al pie del Sistema Ibérico. Por tanto, se dan inviernos fríos y largos con habituales nevadas y temperaturas bajo cero. En cuanto a la primavera y el otoño, se dan las lluvias más abundantes. En abril y mayo se producen heladas, perjudicando a las cosechas.

## Historia
A la caída del Antiguo Régimen la localidad se constituyó en municipio constitucional en la región de Castilla la Vieja, partido de Ágreda que en el censo de 1842 contaba con 30 hogares y 118 vecinos.

## Demografía
Cuenta con una población de 13 habitantes (INE 2024).
| Gráfica de evolución demográfica de La Losilla entre 1842 y 2021                                                      |
| |
| Población de derecho según los censos de población del INE. Población de hecho según los censos de población del INE. |

## Fiestas
Último fin de semana de septiembre.